# Dorothea Gotfurt
Dorothea Gotfurt (geboren als Dorothea Frank, 12. Februar 1907 in Berlin-Charlottenburg; gestorben 1995 in London) war eine deutsch-britische Übersetzerin.

## Leben
Dorothea Frank war eine Tochter des aus Halle stammenden Arztes Alfred Frank (1874–1949). Von 1913 bis 1921 lebte sie bei ihrer Tante Emmy Rubensohn und ihrem Mann in Kassel. 1921 kehrte sie zu ihrem Vater zurück. Sie besuchte eine Frauen-Handelsschule und arbeitete in der Ärztlichen Rechtsschutzstelle als Sekretärin. 1928 heiratete sie den Diplom-Kaufmann Walter Berliner und wandte sich der Schauspielerei zu. 1931 kam der Sohn Klaus zur Welt, der nach der Scheidung beim Vater verblieb. 1933 heiratete Dorothea Gotfurt den Literaten Fritz Gottfurcht.
Nach der Machtübergabe an die Nationalsozialisten 1933 emigrierten beide nach Frankreich und 1935 nach Großbritannien. Beide wurden 1939 vom Deutschen Reich ausgebürgert. In London fanden sie zunächst keine Arbeit, und sie bestritt den Familienunterhalt als Näherin und Handschuhmacherin. Sie schaffte es mit ihrer kleinen Schneiderei, Aufträge vom Modemacher Norman Hartnell zu erhalten. Als Fritz Gottfurcht eine regelmäßige Beschäftigung als Drehbuchautor fand, widmete sie sich ebenfalls der Schriftstellerei. Ihren Familiennamen anglisierten sie zu Gotfurt.
Dorothea Gotfurt übersetzte deutsche Literatur ins Englische und englische Literatur ins Deutsche. Sie schrieb Theaterstücke, die in London aufgeführt wurden: Of Mink And Men im Jahr 1962 und No Other Way im Jahr 1965. Für eine Folge der BBC-Fernsehserie „Suspense“ hatte sie 1963 den Auftrag für das Script.
Gotfurt gab einen zweisprachigen Band deutscher Kabarettlieder heraus, den sie selbst übersetzte. Als Titel übersetzte sie den Refrain aus Klabunds Gedicht Ich baumle mit de Beene als While I'm Sitting on the Fence. Klabunds Lied übertrug sie aus dem Milieu Berliner Hinterhöfe in den Londoner Bezirk Soho.
Gotfurt übersetzte Romane und Kriminalromane von Agatha Christie, Robin Maugham, Dorothy L. Sayers, Upton Sinclair und Una Troy, sowie Theaterstücke von Noël Coward und Ted Willis ins Deutsche. Sie war Mitglied des Deutschen PEN-Clubs im Exil.
Gotfurts erster Ehemann Walter Berliner und der gemeinsame Sohn Klaus wurden im Januar 1943 ins Vernichtungslager Auschwitz deportiert und ermordet. Für beide sind Stolpersteine in der Düsseldorfer Straße 47 in Berlin-Wilmersdorf verlegt.

## Werke (Auswahl)
- Of mink and men: A comedy. London: English Theatre Guild, 1962
- No other way: A one-act play. London: English Theatre Guild, 1965
- Diana Morgan: Your obedient servant: a comedy in three acts. Nach einer Idee von Dorothea Gotfurt. London: Evans Bros., 1960
  - Ihr gehorsamer Diener. Lustspiel von Diana Morgan und Dorothea Gotfurt.

## Übersetzungen

### Englische Sprache
- While I'm Sitting on the Fence: Songs from the German. Einleitung Martin Esslin. London: Wolff, 1967
- Heinz G. Konsalik: Angel of the damned. Übersetzung Dorothea Gotfurt. Henley-on-Thames: A. Ellis 1975 [Engel der Vergessenen]

### Deutsche Sprache
- Anthony Burgess: Honig für die Bären. Übersetzung Dorothea Gotfurt. Tübingen: Erdmann, 1967
- Max Catto: Spiel mit dem Feuer: Roman. Übersetzung Dorothea Gotfurt. Bern: Alfred Scherz, 1957
- Max Catto: Unwiderruflich. Roman. Übersetzung Dorothea Gotfurt. Gütersloh: Mohn,  1960
- Agatha Christie: Die Kleptomanin. Übersetzung Dorothea Gotfurt. Bern: Scherz, 1958
- Agatha Christie: Das fehlende Glied in der Kette. Übersetzung Dorothea Gotfurt. Bern: Scherz, 1959
- Agatha Christie: Wiedersehen mit Mrs. Oliver. Übersetzung Dorothea Gotfurt. Bern: Scherz, 1959
- Agatha Christie: Tödlicher Irrtum. Übersetzung Dorothea Gotfurt. Bern: Scherz, 1959
- Agatha Christie: Die Katze im Taubenschlag. Übersetzung Dorothea Gotfurt. Bern: Scherz, 1961
- March Cost: Der Traumspiegel. Roman. München: Lucas Cranach Verlag, 1958
- Noël Coward: Die Schatten werden länger. Übersetzung Dorothea Gotfurt. Frankfurt am Main: Fischer, 1970 [Waiting in the wings]
- Joan Henry: Umfange mich, Nacht ... Roman. Übersetzung Dorothea Gotfurt. Frankfurt a. M.: Fischer, 1963
- Diana Marr-Johnson: Gute Nacht, Pelikan. Roman. Übersetzung Dorothea Gotfurt. München: Desch, 1961
- Robin Maugham: Verfolgt aus Liebe. Roman. Übersetzung Dorothea Gotfurt. Wien: Zsolnay, 1955
- Robin Maugham: Halluzinationen: Lustspiel. Berlin: Kiepenheuer, 1956
- Robin Maugham: Der Diener. Roman. Übersetzung Dorothea Gotfurt. Wien: Zsolnay, 1957
- Robin Maugham: Das Bittere und das Süße. Übersetzung Dorothea Gotfurt. Hamburg: Rowohlt 1957
- Robin Maugham: Das kleine weisse Pferd und andere Erzählungen. Übersetzung Dorothea Gotfurt. München: Claudius, 1958
- Robin Maugham: Kaleidoskop der Liebe. Roman. Übersetzung Dorothea Gotfurt. Hamburg: Rowohlt 1959
- Robin Maugham: Der Mann mit zwei Schatten. Übersetzung Dorothea Gotfurt. Hamburg: Rütten & Loening, 1961
- Robin Maugham: Das zweite Fenster: Roman. Übersetzung Dorothea Gotfurt. München: Wilhelm Heyne, 1969
- Robert Muller: Die Welt in jenem Sommer: Roman. Übersetzung Dorothea Gotfurt. Bern: Scherz 1960 [The World that summer]
- Dorothy Leigh Sayers: Mein Hobby: Mord : Kriminalroman. Übersetzung Dorothea Gotfurt. Bern: Scherz, 1964
- Upton Sinclair: Eva entdeckt das Paradies. Übersetzung Dorothea Gotfurt. Bern: Scherz, 1962
- Una Troy Wir sind sieben: Ein herzerquickender Roman. Übersetzung Dorothea Gotfurt. Bern: Scherz, 1958
- Una Troy: Die Pforte zum Himmelreich: Roman. Übersetzung Dorothea Gotfurt. Bern: Scherz, 1960
- Ted Willis: Heisse Sommernacht: Schauspiel in drei Akten. Übersetzung Dorothea Gotfurt. Frankfurt a. M.: S. Fischer Verl, 1960
- Ted Willis: Die Frau im Morgenrock: Ein Stück in zwei Akten. Übersetzung Dorothea Gotfurt. Reinbek bei Hamburg: Rowohlt, Theater-Verlag, 1960